# Зайцев, Олег Григорьевич
Оле́г Григо́рьевич За́йцев (укр. Олег Григорович Зайцев; Жашков — 7 мая 2022, остров Змеиный) — украинский военнослужащий, младший лейтенант ГУР МО, участник российско-украинской войны. Герой Украины (20 июля 2022, посмертно).

## Биография
Родился в городе Жашков Черкасской области Украины. В возрасте 21 года переехал в Киев. Был одним из руководителей предприятия «Крафт Кемикалз», производящего и поставляющего продукцию ветеринарным и аграрным предприятиям. Был актёром киевского театра «Дах».
Участвовал в Революции достоинства. Впоследствии участвовал в войне на востоке Украины в составе добровольческих формирований, был в Правом секторе.
Получил военное образование с присвоением офицерского звания в 2022 году на кафедре военной подготовки Национального университета обороны Украины по специальности «Боевое применение механизированных соединений, воинских частей и подразделений».
Во время российского вторжения в Украину в 2022 году с первых дней присоединился к обороне страны. Участвовал в обороне Киева, за что получил орден «За мужество» ІІІ степени.
Погиб 7 мая 2022 года в возрасте 48 лет во время боёв за остров Змеиный.
Остались жена и две дочери.

## Награды
- Звание «Герой Украины» с удостоением ордена «Золотая Звезда» (20 июля 2022, посмертно) — за личное мужество и героизм, проявленные в защите государственного суверенитета и территориальной целостности Украины, верность военной присяге.
- Орден «За мужество» III степени (2022) — за личное мужество и самоотверженные действия, проявленные в защите государственного суверенитета и территориальной целостности Украины, верность военной присяге.